# Starting Over (レミオロメンの曲)
「Starting Over」（スターティング オーヴァー）は、日本のロックバンド、レミオロメンの14枚目のシングル作品｡OORONG RECORDSより2009年7月15日にリリースされた。

## 解説
「Starting Over」は、タケダ「アリナミン」ブランド「おつかれさまです。2009年度編」のCMソングである。
初回限定デジパック仕様で、ボーナストラックとして「Starting Over（Live at さいたまスーパーアリーナ 2009.5.6）」が収録されている。発売記念ツアーを全国のZeppで開催する。前曲までプロデューサーを務めた小林武史はこの曲ではエグゼクティブ・プロデューサーである。

## 収録曲
編曲は全曲ともレミオロメンと皆川真人が担当。
1. Starting Over（作詞・作曲：藤巻亮太）
「アリナミン」ブランド「おつかれさまです。2009年度編」のCMソング。au by KDDI LISMO Video携帯電話視聴向け連続ドラマ『革命ステーション5＋25』主題歌。PVの監督は映画監督の堤幸彦。このPVにはクラーク記念国際高等学校東京キャンパスのパフォーマンスコースの生徒が出演している[1]。
仮のタイトルは「乙女心」だった[2]。
2. 明け星（作詞：藤巻亮太／作曲：前田啓介）
携帯電話視聴向け連続ドラマ『革命ステーション5＋25』挿入歌。
3. 夢で会えたら（作詞・作曲：藤巻亮太）
4. Starting Over（Live at さいたまスーパーアリーナ 2009.5.6）（初回盤のみ）

## 収録アルバム
- 花鳥風月 (#1)